# Insentiraja laxipella
Insentiraja laxipella es una especie de pez de la familia de los Rajidae en el orden de los Rajiformes.

## Reproducción
Es ovíparo y las hembras ponen huevos envueltos en una cápsula córnea.

## Distribución geográfica
Se encuentra en Australia (Queensland ).

## Observaciones
Es inofensivo para los humanos.